# Pisma szczepowe

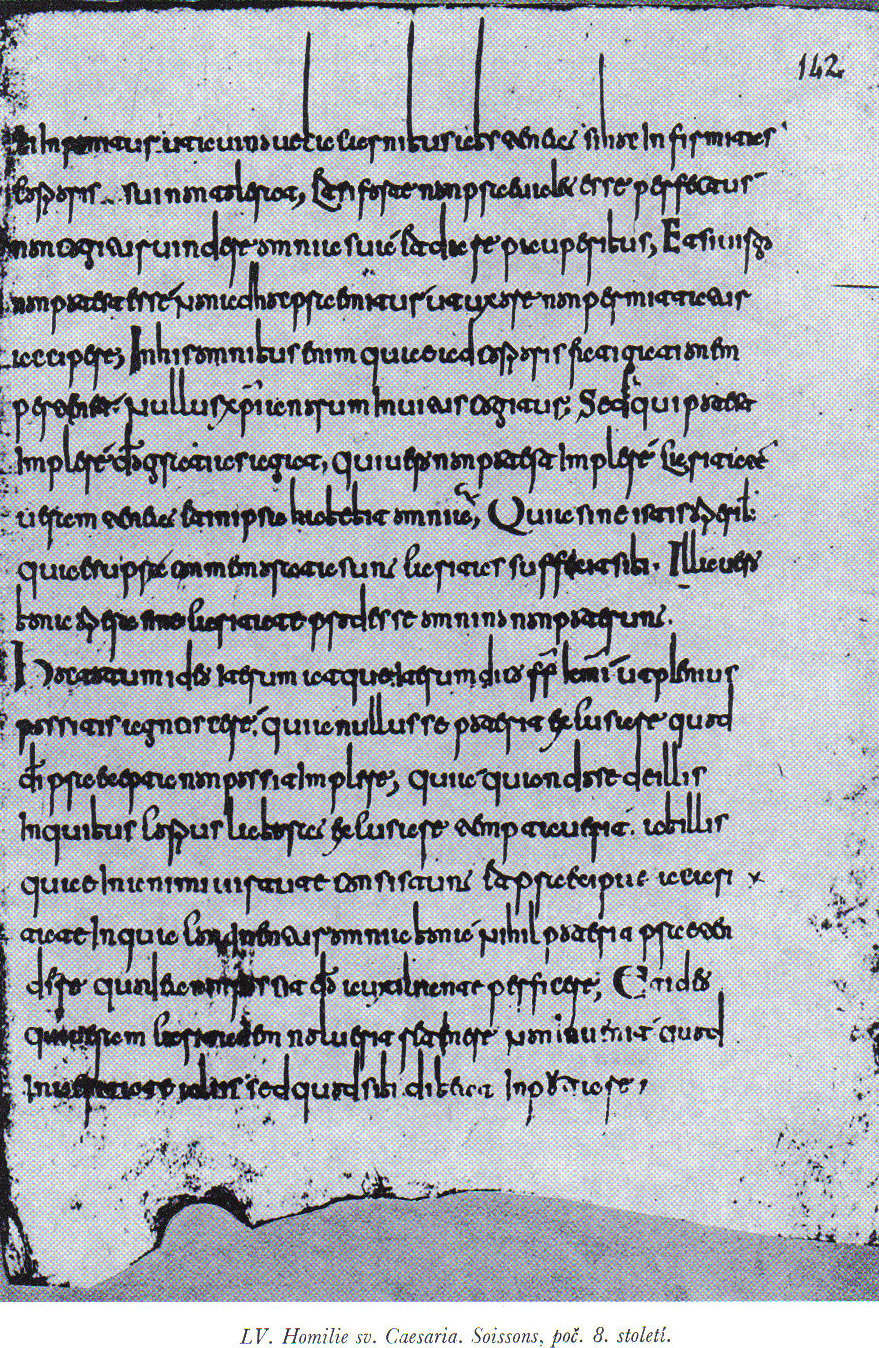
Minuskuła merowińska

Pisma szczepowe – pisma używane w państwach, które powstały na gruzach cesarstwa rzymskiego. 
Tę niezbyt prawidłową nazwę wymyślił jeszcze Jean Mabillon. Mianem pism szczepowych określa się używane w monarchii frankońskiej pismo merowińskie, pismo longobardzkie stosowane w Italii, pismo wizygockie rozpowszechnione w Hiszpanii i Afryce Północnej, pismo iroszkockie [zob. półuncjała], oraz pismo rzymskiej Kurii Rzymskiej, tzw. kuriałę papieską. Wszystkie wywodzą się z pisanej kaligraficznie rzymskiej kursywy minuskulnej, charakteryzują się dużą liczbą ligatur, są trudno czytelne z racji specyficznych przekształceń liter. Przed degeneracją uchroniła się minuskuła merowińska dzięki przyjęciu jej przez kancelarię cesarską Karola Wielkiego.